# Gustav Geib
Carl Gustav Geib (12. august 1808 i Lambsheim - 23. marts 1864 i Tübingen) var en tysk strafferetjurist og -underviser. 

## Biografi
Geib fulgte, efter tilendebragte studier, 1832 kong Otto 1. til Grækenland, hvor han udnævntes til kontorchef i justitsministeriet. I 1834 vendte han tilbage til Tyskland, hvor han offentliggjorde sin læseværdige, om skarp iagttagelsesevne vidnende Darstellung des Rechtszustandes in Griechenland während der türkischen Herrschaft und bis zur Ankunft des Königs Otto I (1835), 1836 ekstraordinær, 1842 ordentlig professor i Zürich, 1851 i Tübingen. Geib tilhørte den historiske skole, hans Geschichte des römischen Criminalprocesses bis zum Tode Justinians (1842), bygget på selvstændige studier, er for sin tid banebrydende, om end den ikke tilfredsstiler Mommsens — og nutidens — fordringer. Af blivende værd er Reform des deutschen Rechtslebens (1846), og særlig den fortrinlige, desværre ufuldendte Lehrbuch des Deutschen Strafrechts, I—II (1861—62).